# Lista de membros da Royal Society eleitos em 1664
Esta é uma lista completa de Membros da Royal Society eleitos em seu quinto ano, 1664.

## Fellows of the Royal Society (FRS)
- Sir Robert Atkyns (1647-1711)
- Nicholas Bagenall (1629-1712)
- Charles Boyle (1639-1694)
- Gilbert Burnet (1643-1715)
- James Carkesse (1657-1675)
- Sie Winston Churchill (1620-1688)
- Sir John Cutler (1608-1693)
- Joseph Glanvill (1636-1680)
- Sir William Godolphin (1635-1696)
- John Hay (1626-1697)
- John Hervey (1616-1680)
- Johannes Hevelius (1611-1687)
- James Hoare (1620-1696)
- Sir John Lowther (1642-1706)
- Henry More (1614-1687)
- Thomas Neale (1641-1699)
- John Newburgh (1630-1692)
- Sir William Portman, 6th Baronet (1643-1690)
- Thomas Rolt (1641-1672)
- Sir Nicholas Slanning, 1st Baronet (1643-1691)
- Edward Smith (fl. 1664-1668)
- Thomas Thynne (1640-1714)
- Isaacus Vossius (1618-1689)
- Roger Williams (d. 1665)
- Samuel Woodford (1636-1700)